# Liste der Baudenkmäler in Schopfloch (Mittelfranken)
Auf dieser Seite sind die Baudenkmäler in dem mittelfränkischen Markt Schopfloch zusammengestellt. Diese Tabelle ist eine Teilliste der Liste der Baudenkmäler in Bayern. Grundlage ist die Bayerische Denkmalliste, die auf Basis des Bayerischen Denkmalschutzgesetzes vom 1. Oktober 1973 erstmals erstellt wurde und seither durch das Bayerische Landesamt für Denkmalpflege geführt wird. Die folgenden Angaben ersetzen nicht die rechtsverbindliche Auskunft der Denkmalschutzbehörde.
 Diese Liste gibt den Fortschreibungsstand vom 15. April 2020 wieder und enthält 12 Baudenkmäler.

## Baudenkmäler nach Ortsteilen

### Schopfloch
| Lage                                 | Objekt                                                  | Beschreibung | Akten-Nr.     | Bild           |
| ------------------------------------ | ------------------------------------------------------- | --- | ------------- | -------------- |
| Bennostraße 38 (Standort)            | Bauernhaus                                              | Eingeschossiges verputztes Wohnstallhaus mit Krüppelwalmdach und Putzgliederung, 1836 | D-5-71-200-1  | BW             |
| Friedhofstraße (Standort)            | Aussegnungs- und Leichenhalle                           | Erdgeschossiger Hausteinbau mit steilem Satteldach, Arkadenhalle, Steinkreuz und Dachreiter mit Spitzhelm, südlich eingeschossiger Bruchsteinanbau mit steilem Walmdach und Schleppgaube, westlich erdgeschossiger Walmdachanbau, 1931 | D-5-71-200-9  | BW             |
| Friedhofstraße (Standort)            | Friedhofsmauer                                          | Niedrige Bruchsteinmauer mit Abdeckplatten, 1931 | D-5-71-200-9  | BW             |
| Friedhofstraße (Standort)            | Friedhofsbrunnen                                        | Sechseckiges Wasserbecken aus Bruchstein, in der Mitte sechseckiger Pfeiler mit Kugelaufsatz, 1931 | D-5-71-200-9  | BW             |
| Friedrich-Ebert-Straße 7 (Standort)  | Pfarrhaus                                               | Zweigeschossiger verputzter Walmdachbau, 1734 | D-5-71-200-3  | BW             |
| Friedrich-Ebert-Straße 9 (Standort)  | Evangelisch-lutherische Pfarrkirche, ehemals St. Martin | Neuromanische Saalkirche mit stark eingezogenem Polygonalchor, 1853/54, Untergeschosse des Turmes mittelalterlich, 1738 erhöht, mit Ausstattung                                                                                        | D-5-71-200-4  | weitere Bilder |
| Friedrich-Ebert-Straße 24 (Standort) | Gasthaus                                                | Zweigeschossiger Putzbau mit Schopfwalmdach und Quergiebel, 1830, mit jüngeren Anbauten | D-5-71-200-7  | BW             |
| Friedrich-Ebert-Straße 24 (Standort) | Stallgebäude                                            | Massiver Putzbau mit Halbwalmdach, 1766 | D-5-71-200-7  | BW             |
| Friedrich-Ebert-Straße 54 (Standort) | Ehemaliges Schulhaus                                    | Zweigeschossiger Ziegelsteinbau mit Sandsteingliederung und Satteldach, 1886/87 | D-5-71-200-15 | BW             |
| Hofweiherwiese (Standort)            | Jüdischer Friedhof                                      | Angelegt 16. Jh., erweitert 1802 und nach 1826, mit rund 1.200 Grabsteinen, 1580-1937 | D-5-71-200-10 | weitere Bilder |
| Hofweiherwiese (Standort)            | Friedhofseinfriedung                                    | Verputzte Bruchsteinmauer mit Rundbogentor, 18./19. Jh. | D-5-71-200-10 | weitere Bilder |
| Jägerstraße 30 (Standort)            | Ehemaliges Bauernhaus                                   | Eingeschossiges Wohnstallhaus mit Satteldach, aus Sandsteinquadern, bezeichnet „1846“ | D-5-71-200-8  | BW             |

### Lehengütingen
| Lage                        | Objekt                              | Beschreibung | Akten-Nr.     | Bild           |
| --------------------------- | ----------------------------------- | --- | ------------- | -------------- |
| In Lehengütingen (Standort) | Evangelisch-lutherische Pfarrkirche | Ehemalige Chorturmanlage, Langhaus zweigeschossiger Saalbau mit flachem Walmdach sowie Lisenen- und Gesimsgliederung aus Sandsteinelementen, östlich rechteckiger Chorturm mit oktogonalem Aufsatz und Zeltdach, Turm 15. Jh., Langhaus 1878/81, mit Ausstattung | D-5-71-200-11 | weitere Bilder |
| Lehengütingen 3 (Standort)  | Pfarrhaus                           | Zweigeschossiger Walmdachbau mit Fledermaus- und Schleppgauben, Rundbogenportal und Freitreppe, westlich angebaut Remise, eingeschossiger Satteldachbau mit Fledermausgauben, bezeichnet „1915“                                                                  | D-5-71-200-16 | BW             |

### Waldhäuslein
| Lage                               | Objekt         | Beschreibung                                                                              | Akten-Nr.     | Bild |
| ---------------------------------- | -------------- | ----------------------------------------------------------------------------------------- | ------------- | ---- |
| 1 km nördlich des Ortes (Standort) | Sandsteinkreuz | Wohl 16. Jahrhundert; nicht nachqualifiziert, im Bayerischen Denkmal-Atlas nicht kartiert | D-5-71-200-12 | BW   |

### Zwernberg
| Lage                    | Objekt                                                                                           | Beschreibung | Akten-Nr.     | Bild           |
| ----------------------- | ------------------------------------------------------------------------------------------------ | --- | ------------- | -------------- |
| Zwernberg 23 (Standort) | Evangelisch-lutherische Filialkirche St. Nikolaus, ehemals St. Lorenz, ursprünglich St. Nikolaus | Mittelalterliche Chorturmanlage, Langhaus Sandsteinquaderbau mit Steilsatteldach, im Osten rechteckiger Sandsteinquaderturm mit Pyramidendach, 13./14. Jh., Turmerhöhung verm. frühes 19. Jahrhundert, Ausstattung | D-5-71-200-13 | weitere Bilder |

## Ehemalige Baudenkmäler
In diesem Abschnitt sind Objekte aufgeführt, die früher einmal in der Denkmalliste eingetragen waren, jetzt aber nicht mehr. Objekte, die in anderem Zusammenhang also z. B. als Teil eines Baudenkmals weiter eingetragen sind, sollen hier nicht aufgeführt werden. Aktennummern in diesem Abschnitt sind ehemalige, jetzt nicht mehr gültige Aktennummern.

| Lage                                  | Objekt                      | Beschreibung          | Akten-Nr.     | Bild |
| ------------------------------------- | --------------------------- | --------------------- | ------------- | ---- |
| Schopfloch Dörrerstraße 17 (Standort) | Schlussstein eines Portales | bezeichnet mit "1839" | D-5-71-200-2  | BW   |
| Zwernberg Zwernberg 6 (Standort)      | Wappenstein                 | bezeichnet mit "1794" | D-5-71-200-14 | BW   |